# Emploi-Québec
Emploi-Québec est devenu le Secteur de l'emploi, une unité du ministère de l'Emploi et de la Solidarité sociale de la province de Québec (Canada).

## Services publics de l’emploi
L'entente Canada-Québec relative au marché du travail est intervenue en avril 1997 et entrée en vigueur le 1er janvier 1998. Depuis cet accord, le gouvernement de la province de Québec est responsable de l’essentiel des services publics d’emploi sur son territoire. Le Compte d'assurance-emploi dont le Canada est responsable continue de financer les mesures.
Les services publics d'emploi, autrefois Emploi-Québec, font partie du ministère de l'Emploi et de la Solidarité sociale. Ils sont nés de la fusion en 1998, de différents services d'emploi et de main-d'œuvre. 

## Dispositifs territoriaux
Les services publics d'emploi sont présents dans les bureaux de Services Québec dans les 17 régions du Québec. Ils offrent des services ou des ressources aux personnes qui ont besoin d’une aide à l’emploi ou d’une « aide financière de dernier recours ». Ils apportent également des services aux employeurs dans la gestion et le développement des compétences des ressources humaines.